# Perdita clypeata
Perdita clypeata är en biart som beskrevs av Timberlake 1962. Perdita clypeata ingår i släktet Perdita och familjen grävbin. Inga underarter finns listade i Catalogue of Life.